# 本田精英賽
本田精英賽（The Honda Classic）是美國高爾夫球PGA巡迴賽的賽事之一，於每年二月或三月在佛羅里達州舉辦。本田精英賽開始於1972年。自1982年開始，由於本田公司開始贊助這項賽事遂改為現在的名稱。

## 外部連結
- 官方网站
- Coverage on the PGA Tour's official site （页面存档备份，存于）
- PGA National Resort & Spa – Champion course （页面存档备份，存于）

26°49′44″N 80°08′28″W / 26.829°N 80.141°W